# Aleksander Marian Ryl

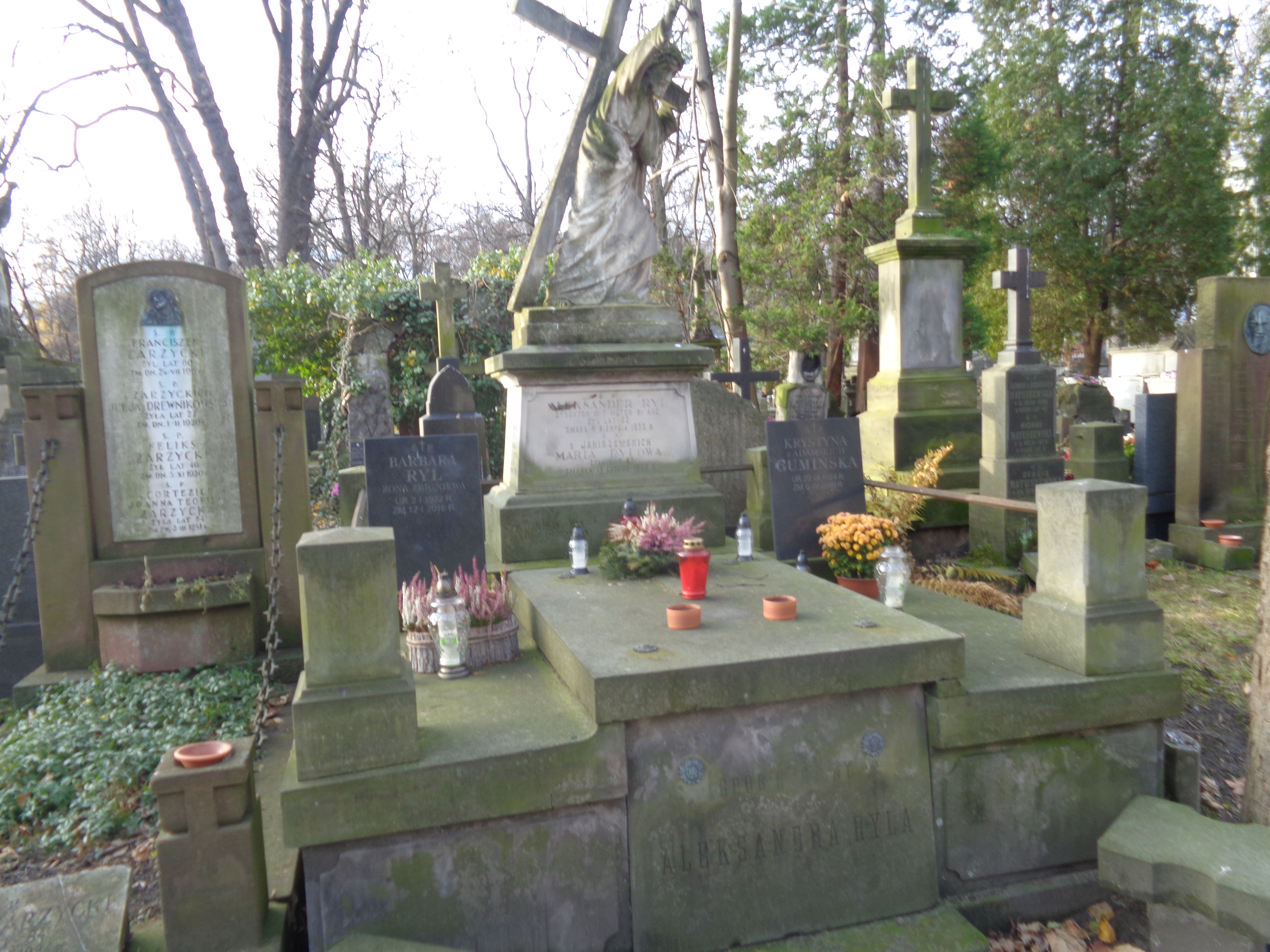
Grób Aleksandra Ryla na cmentarzu Powązkowskim w Warszawie

Aleksander Marian Ryl (ur. 8 grudnia 1870 w Chęcinach, zm. 4 sierpnia 1933 w Warszawie) – farmaceuta, społecznik i filantrop.

## Życiorys
Urodził się 8 grudnia 1870 w Chęcinach w rodzinie Aleksandra Wincentego i Józefy Gabrieli z domu Janiszewskiej. Ukończył męskie gimnazjum w Radomiu i odbył praktykę w aptece w Łodzi. W 1893 zdał egzamin na Uniwersytecie Warszawskim na podaptekarza i pracował w aptece w Odessie. W 1897 ukończył farmację na uniwersytecie w Dorpacie. W czasie studiów należał do korporacji studenckiej i był pierwszym prezesem korporacji Lechicja. 
Był właścicielem aptek w Parczewie (1897-1900) oraz w Warszawie (od 1904).
Współwłaściciel fabryki kapsułek żelatynowych "S.Zembrzuski i S-ka" w Warszawie.
Dyrektor techniczny i członek zarządu Warszawskiego Towarzystwa Akcyjnego „Motor” – spółki należącej do jednej z czterech pionierów przemysłu farmaceutycznego i handlu chemiczno-farmaceutycznego w Polsce.
Aleksander Ryl był autorem technologii produkcji "Motopiry", poprzedniczka aspiryny. Wprowadził do produkcji kapsułki tranowe dla dzieci.
Działał w Polskim Powszechnym Towarzystwie Farmaceutycznym i Warszawskim Towarzystwie Farmaceutycznym i był prezesem Towarzystwa Czytelni w Warszawie.
Żonaty z Marią Józefą z domu Janiszewską, z którą miał syna Stanisława. Zmarł 4 sierpnia 1933 w Warszawie i pochowany został w rodzinnym grobowcu na Powązkach.